# Griess‐Ilosvay‐Reaktion
Die Griess‐Ilosvay‐Reaktion ist ein analytisches Nachweisverfahren für Nitrit- und Nitrat-Ionen. Namensgebend für die Nachweisreaktion sind der deutsche Chemiker Peter Grieß, der 1858 die Diazotierung aromatischer Amine beschrieb und der ungarische Chemiker Lajos Ilosvay.

## Nitrit-Bestimmung
Bei der einfachsten Variante wird eine Probe mit einem frisch hergestellten Reagens aus Sulfanilsäure und 1-Naphthylamin in Essigsäure (Lunges Reagenz) versetzt. Enthält die Probe Nitrit, so entsteht sofort oder innerhalb von 30 Sekunden eine typische rosarote bis rotbraune Färbung.
Die Sulfanilsäure (1) wird in Gegenwart von Säure durch das Nitrit diazotiert und das Diazoniumsalz 2 reagiert mit 1-Naphthylamin (3) als Kupplungskomponente zu dem Azofarbstoff 4. Dieser lässt sich photometrisch bei einer Wellenlänge von 520 nm bestimmen, wobei der Messbereich zwischen 0,02 und 1,0 mg Nitrit pro Liter liegt.
Eine modifizierte Variante der Griess‐Ilosvay‐Reaktion verwendet als Diazokomponente Sulfanilamid (1) und als Kupplungskomponente N-(1-Naphthyl)ethylendiamin (3):
Der gebildete Azofarbstoff 4 wird bei 543 nm gemessen.

## Nitrat-Bestimmung
Die Griess‐Ilosvay‐Reaktion kann auch zur analytischen Bestimmung von Nitrat-Ionen verwendet werden. Dabei wird zunächst das Nitrat durch metallisches Cadmium zu Nitrit reduziert. In der Praxis verwendet man mit Kupfersulfat behandeltes  granuliertes Cadmium in einer Glassäule, die von der zu bestimmenden Probe durchlaufen wird. Mit dem Reagens aus Sulfanilamid und N-(1-Naphthyl)ethylendiamin lassen sich Konzentrationen von 0,01–1 mg Nitrat pro Liter bestimmen.

## Verwendung
Die Griess‐Ilosvay‐Reaktion wird im medizinischen Bereich bei einer Bakteriurie zum direkten Nachweis auf Nitrat-reduzierende Bakterien im Urin eingesetzt.
Auf der Griess‐Ilosvay‐Reaktion basiert das Saltzman-Verfahren zur Bestimmung der Konzentration von Stickstoffdioxid in Gasen.